# Список соборів Азербайджану
Це список соборів в Азербайджану.
Список кафедральних соборів включає храмові будівлі, що знаходяться на території Азербайджанської Республіки та належать християнським конфесіям (Російська Православна Церква, Римо-Католицька Церква і Вірменська Апостольська Церква). Коментарі по кожній конфесії знаходяться у відповідному розділі.

## СобориРосійської Православної Церкви
| Собор                                    | Зображення | Розташування | Дата | Стиль     | Коментар |
| ---------------------------------------- | ---------- | ------------ | ---- | --------- | -------- |
| Кафедральний собор Святих Жон-Мироносиць |            | Баку         | 1909 | російська |          |

## СобориРимсько-Католицької Церкви
| Собор                                                  | Зображення | Розташування | Дата | Стиль      | Коментар |
| ------------------------------------------------------ | ---------- | ------------ | ---- | ---------- | -------- |
| Церква Непорочного Зачаття Пресвятої Діви Марії (Баку) |            | Баку         | 2006 | постмодерн |          |

## СобориВірменської Апостольської Церкви
| Собор                                       | Зображення | Розташування | Дата | Стиль       | Коментар |
| ------------------------------------------- | ---------- | ------------ | ---- | ----------- | -------- |
| Собор Святого Іоанна Хрестителя - Гандзасар |            | Ванклу       | 1240 | вірменський |          |
| Собор Сурб Аменапркіч Казанчецоц            |            | Шуша         | 1868 | вірменський |          |